# Mycterodus pallens
Mycterodus pallens är en insektsart som beskrevs av Stsl 1861. Mycterodus pallens ingår i släktet Mycterodus och familjen sköldstritar.
Artens utbredningsområde är Grekland. Inga underarter finns listade i Catalogue of Life.